# Les Visiteurs d'un autre monde
Série
La Montagne ensorcelée
(1975)
Pour plus de détails, voir Fiche technique et Distribution.
Les Visiteurs d'un autre monde (Return from Witch Mountain) est un film américain réalisé par John Hough, sorti en 1978.
C'est la suite du film La Montagne ensorcelée (1975).

## Synopsis
Tia et son frère Tony ont des pouvoirs surnaturels, peuvent communiquer et faire bouger les choses avec la puissance de leur esprit seul. Ils arrivent sur Terre pour une visite à Los Angeles. Quand Tony utilise ses pouvoirs pour empêcher un accident, il tombe entre les mains du docteur Gannon, un savant impitoyable qui a constamment soif de pouvoir dans le monde entier. Il lui met un appareil dans le cerveau pour contrôler la volonté de Tony. Tia se fait aider par un gang de jeunes pour libérer Tony et sauver la Terre.

## Fiche technique
Sauf mention contraire, les informations proviennent des sources concordantes suivantes : Leonard Maltin, Mark Arnold, IMDb et Allociné
- Titre original : Return from Witch Mountain
- Titre français : Les Visiteurs d'un autre monde
- Réalisation : John Hough, assisté de Michael Dmytryk, Dorothy Kieffer (seconde assistante), Randy Carter (second assistant)
- Scénario : Malcolm Marmorstein, d'après le roman de Alexander Key
- Musique : Lalo Schifrin
- Direction artistique : John B. Mansbridge et Jack Senter
- Décors : Frank R. McKelvy
- Costumes : Chuck Keehne et Emily Sundby
- Photographie : Frank V. Phillips
- Son : Ben Hendricks, George Ronconi et Herbert Taylor
- Montage : Bob Bring
- Production : Jerome Courtland et Ron Miller
  - Direction de production : John Bloss
  - Production associée : Kevin Corcoran
- Société de production : Walt Disney Productions
- Société de distribution : Buena Vista Distribution Company (États-Unis)
- Budget : n/a[5]
- Pays de production :  États-Unis
- Langue originale : anglais
- Format : couleur (Technicolor) — 35 mm — 1,75:1 / 2,39:1 (CinemaScope) — son Dolby (RCA Photophone Sound Recording) / Dolby (Westrex Recording System)
- Genre : aventure, science-fiction, fantastique
- Durée : 95 minutes
- Dates de sortie[6] : 
  - États-Unis : 10 mars 1978
  - France : 24 octobre 1979
- Classification :
  - États-Unis : tous publics (G - General Audiences)
  - France : tous publics (conseillé à partir de 8 ans)[4]

## Distribution
- Bette Davis (V.F. : Marie Francey) : Letha Wedge
- Christopher Lee (V.F. : Jean-Claude Michel) : Victor Gannon
- Kim Richards (V.F. : Séverine Morisot) : Tia Malone
- Ike Eisenmann (V.F. : Franck Baugin) : Tony Malone
- Jack Soo (V.F. : Ky Duyen) : M. "Yo-Yo" Yokomoto
- Anthony James (V.F. : Yves-Marie Maurin) : Sickle
- Dick Bakalyan : Eddie
- Ward Costello (en) (V.F. : Yves Brainville) : M. Clearcole
- Christian Juttner (en) : Dazzler
- Brad Savage (en) (V.F. : Vincent Ropion) : Muscles
- Eric Poindexter Yothers : Crusher
- Jeffrey Jacquet (V.F. : Aurélia Bruno) : Rocky
- Stu Gilliam : Dolan
- William H. Bassett (en) : Officier d'opérations
- Tom Scott : Moniteur
- Helene Winston : Douairière
- Albert Able : Ingénieur
- Denver Pyle (V.F. : André Valmy) : Oncle Bene
- Brian Part : Goon #1
- Pierre Daniel : Goon #2
- Wally Brooks :  Taxi Fare
- Mel Gold : agent de sécurité
- Bob Yothers : policier
- Casse Jaeger : agent de sécurité de l'école
- Larry Marmorstein : garde #1
- Bob James : gardien
- Ted Noose : policier
- Ruth Warshawky : dame dans une voiture
- Adam Anderson : homme au musée
- Rosemary Lord : femme au musée
- Lloyd Nelson : garde au musée
- Wally Berns : homme dans une voiture
- Gary Owens : présentateur radio
- Adam Roarke : agent de sécurité du musée

Sauf mention contraire, les informations proviennent des sources concordantes suivantes : Leonard Maltin, Mark Arnold, Dave Smith et IMDb

## Sorties cinéma
Sauf mention contraire, les informations suivantes sont issues de l'IMDb.
- États-Unis : 10 mars 1978
- Royaume-Uni : 2 novembre 1978
- Hong Kong : 2 novembre 1978
- Mexique : 23 août 1979
- France : 24 octobre 1979
- Pérou : 1980
- Brésil : janvier 1980
- Uruguay : 27 mars 1980 (Montevideo)
- Colombie : 25 décembre 1980

## Sorties vidéo
- En France, le film Les Visiteurs d'un autre monde est sorti en DVD le 2 juillet 2003[8] et ressorti en DVD le 16 septembre 2009[9].
- En Grèce, le film est sorti en DVD le 25 mai 2009[3]

## Origine et production
Le titre du film durant la production est Escape to Witch Mountain, Part 2. Dans les commentaires DVD les acteurs expliquent qu'ils étaient hésitant pour cette suite du film La Montagne ensorcelée (1975) mais le scénario les a convaincu. L'histoire est basée sur les personnages créés par Alexander Key. Ike Eisenmann précise que le script ne lui a pas permis de travailler ou presque avec Kim Richards. Kim Richards révèle qu'Ike Eisenmann ne connaissait ni Bette Davis ni Christopher Lee et leur carrière respective. C'est le 83e film de Bette Davis mais le premier pour Disney. John Hough indique que c'est à sa demande que Christopher Lee rejoint le film. John Hough, Bette Davis et Christopher Lee ont tous les trois travaillé à une époque pour le studio britannique Hammer Film Productions. Hough a recruté Anthony James à la suite de son excellente prestation dans Dans la chaleur de la nuit (1967). Bette Davis explique qu'elle a accepté ce film pour que ses petits-enfants soient fiers d'elle mais Eisenmann évoque plutôt de nombreux agents qui lui dictaient ses actions. Jack Soo dont c'est le dernier film a été choisi pour son humour pince-sans-rire qu'il avait dans la série Barney Miller.
Les membres du gang, Christian Juttner (en), Brad Savage (en) et Eric Yothers expliquent qu'il devaient porter une tenue noire cloutée en cuir pour donner l'impression d'être fort. Le quatrième membre est devenu avocat selon John Rough. Les trois membres du gang espéraient un troisième film mais il n'a pas été fait du moins avec eux.
Le tournage a duré quatre mois et a été tourné dans les studios Disney de Burbank pour les effets spéciaux et le reste dans le centre-ville de Los Angeles, Downtown Los Angeles. John Hough a réussi à réserver le Musée de Los Angeles pour y tourner des scènes. Les autres scènes utilisent le quartier Hollywood Hills, la Wolf House construite dans les années 1920 utilisée pour la maison du Dr. Gannon, une demeure victorienne délabrée près d'Union Station construite en 1887 utilisée comme cachette du gang. Une zone de test de missile dans la Vallée de San Fernando et une usine génératrice de vapeur à Wilmington ont été utilisés pour faire une usine nucléaire.
Le cascadeur qui double Anthony James pour sa chute a inventé le coussin gonflable sur lequel il atterrit tandis que la scène où il lévite a été tournée dans le sens inverse. Les effets spéciaux numériques et l'assistance vidéo n'ont pas été utilisé pour le film. Il fait usage d'une Steadicam et aussi de masque pour les doublures cascades. Alors que dans le premier film, le personnage de Tony Malone avait des chiens, un chat et un cheval, il n'a plus qu'une chèvre.
Le film est édité en vidéo en 1986. Une interview de Christopher Lee lors de la promotion du film mais aussi de Passeur d'hommes (1979) est présente sur le DVD et a été réalisée entièrement en espagnol, Lee portant une moustache fournie.
Une adaptation en bande dessinée a été publié en mai 1978 dans le magazine Walt Disney Showcase.

## Analyse
Pour Mark Arnold, le film est bon mais le premier opus La Montagne ensorcelée (1975) est meilleur. Il relativise son avis en expliquant qu'il a vu cette version non pas à la télévision dans les années 1970 mais sur cassette dans les années 1990. Le Gang du tremblement de terre rend le film inférieur et stupide. Le titre original du film porté le public à confusion, les gens ne savaient pas si c'était Escape to (s'échapper vers), Escape from (s'échapper de), Return to (retour vers) ou Return from (retour de).
John Hough explique que c'est le début de la fin pour les films traditionnels de Disney et que lors de son film suivant pour le studio Les Yeux de la forêt (1980) il a eu plus de liberté avec un sujet plus mature. Peu après, le studio crée le label Touchstone Pictures pour séparer la production des films pour enfants de celle des films plus adultes.
Arnold est très critique vis-à-vis des acteurs : Kim Richards semble avoir oublié son jeu d'actrice depuis le film précédent avec une prestation coincée et forcée mais avoir mieux travaillé son rôle dans la série Hello, Larry. Bette Davis semble alcoolisée durant tout le film et ses dialogues prononcés bizarrement sont les plus ringards de tous les films Disney. Eisemann s'interroge sur l'absence de l'harmonica pourtant indispensable dans le premier opus.